# 河马汗酸
河马汗酸是一种在河马的皮膚分泌物中发现的红色素。虽然这种分泌物通常被称为“血汗”（因而命名为“hipposudoric”，指的是“河马（hippo）汗（sweat）”），然而它既不是血，也不是汗。
像它的橙色类似物去甲河马汗酸，河马汗酸既可作为天然防曬油，也可作为抗菌剂(防治打鬥後的傷口感染)。它可由尿黑酸氧化二聚而得。

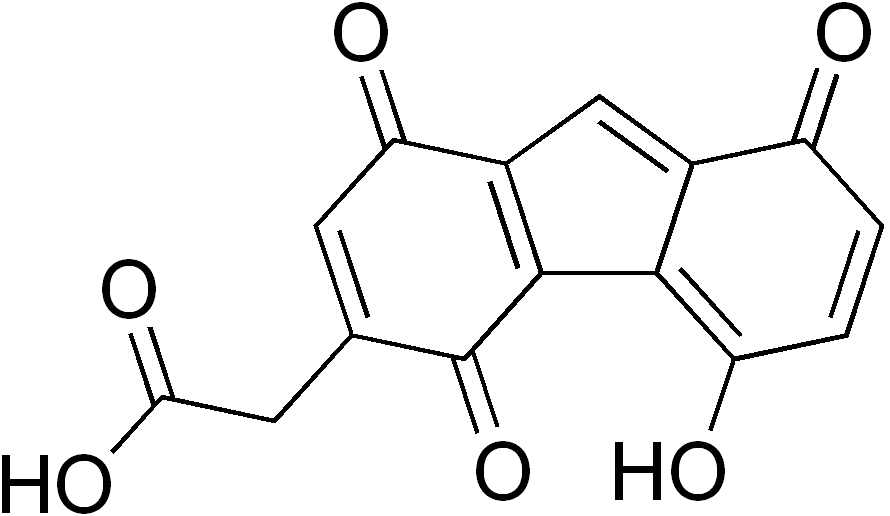
去甲河马汗酸